# Montes de Alamín
Los montes de Alamín son un paraje del norte de la provincia española de Toledo.

## Historia
Esta posesión, poblada por encinas y otros árboles, perteneció a la casa del Infantado. Por ella pasa el río Alberche. En el lugar, en el que se encontraba el despoblado de Alamín, existió un castillo de construcción medieval. Aparecen descritos en el primer volumen del Diccionario geográfico-estadístico-histórico de España y sus posesiones de Ultramar de Pascual Madoz de la siguiente manera:

ALAMIN (montes de): gran posesion de terreno poblado de encina, álamos negros y blancos, fresnos y alisos, sauces y varios arbustos: sit. en el desp. del mismo nombre y que abraza todo su térm. (V.) perteneciente á la casa del Infantado, hoy al duque de Osuna, dividida en 12 cuarteles, en cada uno de los cuales existe una casa con un guarda para el cuidado de su respectiva demarcacion, y todo á cargo de un administrador que reside en la v. de Méntrida: en el centro de estos montes, y en el sitio donde estuvo el ant. cast. de Alamin, segun algunos cimientos y restos de muralla que se ven, hay un palacio, que aunque pequeño es bonito, y por el punto tan elevado que ocupa, ofrece una vista sumamente pintoresca: en ese palacio hay un oratorio en que se ha celebrado misa para los guardas, ganaderos y demas empleados en el monte, hasta que por los desastres de la guerra civil fue preciso suspender en aquellos sitios tan piadosa institución: prod. ricos y abundantes pastos y bellota, con los que se mantienen y ceban muchas ganaderias de todas clases. Cruza de N. á O. , el r. Alberche, bañando el pie del cerro sobre que se halla el palacio, lo que da una deliciosa perspectiva al pais, frondoso y risueño en las agradables márg. del r.: en la der. del cuartel de Navazarza, é izq. del de Sardineros, hay un hermoso puente, pero destinado solo á los usos y servicio particular de aquella basta posesion (V. Alberche). La matrícula catastral de la prov. calcula el cap. prod. de esta hermosa propiedad en 3 millones de rs., pero sus contr. se satisfacen en la de Guadalajara en la que radican la mayor parte de los bienes de la casa del Infantado. El cast. de Alamin fué derribado por orden del rey D. Pedro. El arzob. de Toledo lo reedificó en 1389. En él casó D. Enrique, Maestro de Santiago, con Doña Catalina, hermana del rey D. Juan, el dia 8 de noviembre del año 1420.
(Madoz, 1845, pp. 187-188)